# ZP Theart
Zachary Paul De Villiers Theart, detto ZP (Clanwilliam, 27 maggio 1975), è un cantautore e chitarrista sudafricano, noto soprattutto come membro dei DragonForce (1999-2010), dei Tank (2013-2017) e degli Skid Row (dal 2016 al 2022).

## Biografia
È cresciuto in una fattoria di litchi e banane ad Hazyview, nell'Eastern Transvaal. In Sudafrica fu già il frontman di alcune band, una di queste si chiamava Santoria, fin quando, finiti gli studi, si trasferì in Inghilterra. Alla fine degli anni '90, Theart ha suonato come frontman di un gruppo garage / hard rock chiamato Easy Voodoo. Hanno pubblicato una demo nel 1999 ma poco dopo la sua uscita, Theart ha lasciato la band. All'inizio degli anni 2000 Theart ha lavorato come autista di bus navetta per Edexcel, tra Stewart House e Blundell Street.Theart verrà poi scelto dai DragonForce dopo che Herman Li e Sam Totman videro il suo annuncio su Metal Hammer; il chitarrista cinese in seguito raccontò: «Era la prima persona che avevamo incontrato che poteva realmente cantare ciò che affermava di poter cantare».
Contrariamente alle credenze popolari "ZP" non è un acronimo ma il suo vero nome, scritto così anche sul suo certificato di nascita. Inoltre, il cantante ha rivelato che era anche il nome di suo nonno.
Secondo il suo profilo sul sito web ufficiale del gruppo, i suoi idoli sono Bon Jovi, Helloween, Iron Maiden, Judas Priest, Metallica, Megadeth, Skid Row, Tesla e gruppi hard rock, soft rock e glam rock degli anni ottanta, così come "tutto ciò che ha belle melodie ed è suonato su strumenti veri". Inizialmente gli capitava di ascoltare Gè Korsten, Carika Keurzenkamp e Rina Hugo, ma si avvicinò ai gruppi rock e metal anni ottanta dopo che suo fratello maggiore, tornando dalle scuole superiori, portò alcuni cd fra cui Slippery when Wet dei Bon Jovi, ed ecco perché musicalmente questi ultimi, e in seguito anche gli Skid Row ebbero più influenza su di lui. Ha partecipato anche al progetto parallelo di Sam Totman, gli Shadow Warriors, e nella versione demo dell'album "Wings of forever" dei Power Quest, cantò le canzoni "Follow your heart" e "Glory tonight" .

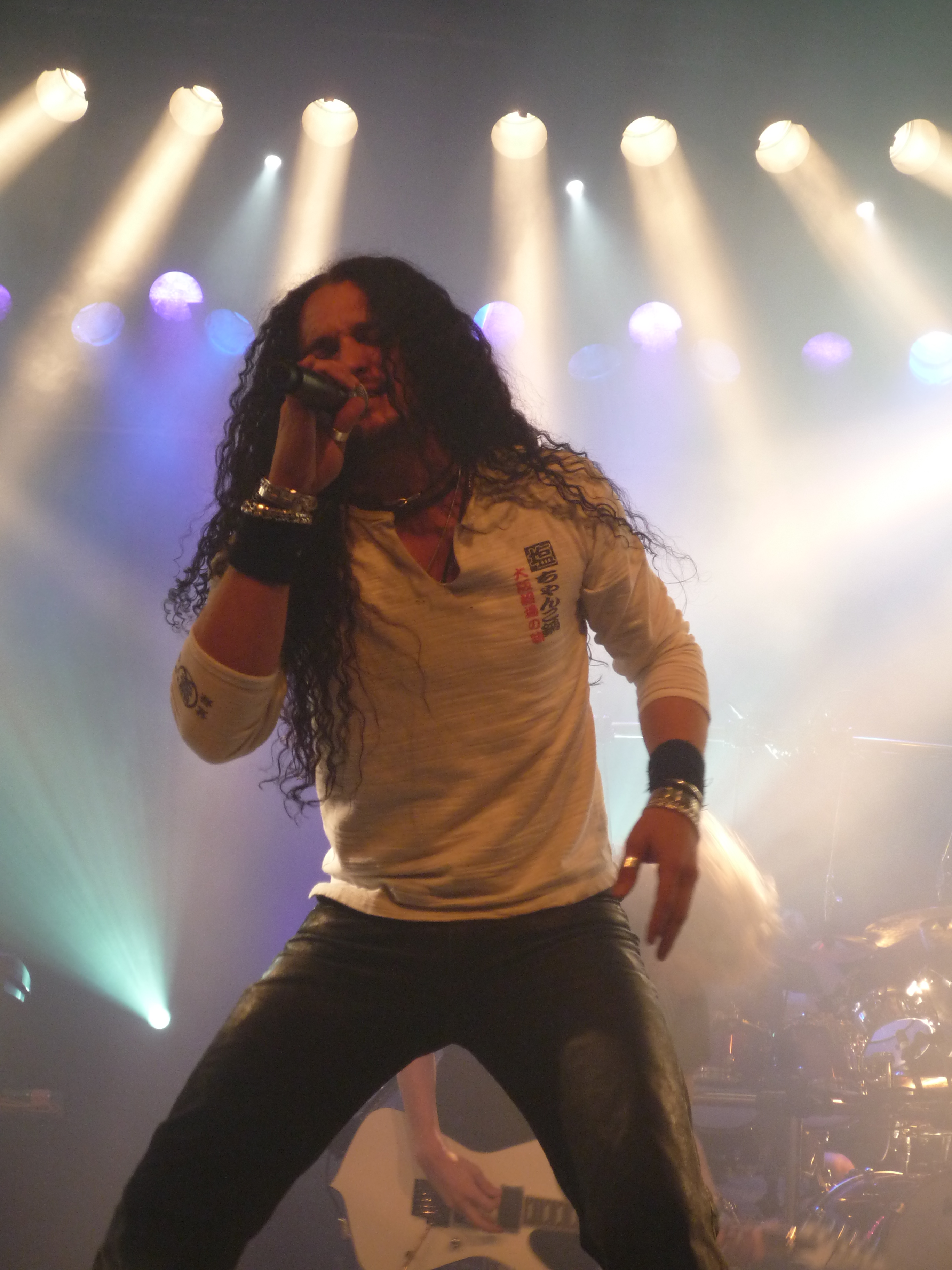
ZP Threat a Vienna nel 2009

ZP è noto per la sua notevole dote canora: ha infatti una tessitura tenorile che gli permette di spiccare nei registri più alti. Alcuni esempi possono essere ascoltati in vari punti di molte canzoni dei DragonForce. Inoltre sa suonare la chitarra acustica.
Il 9 marzo 2010 la band annuncia la separazione con ZP a causa di insormontabili differenze in ambito musicale. È stato sostituito nel 2011 da Marc Hudson.

### GliI Am I
Nel settembre del 2011 ZP annuncia l'inizio della registrazione di nuovo materiale, con una nuova band, che ha debuttato nell'aprile del 2012 col nome I Am I e presentando le prime canzoni dell'album di debutto, Event Horizon, pubblicato il 26 maggio dello stesso anno dall'etichetta ZeePeeTee.
Nel luglio 2016, gli I Am I presentano la tracklist di un loro EP in lavorazione, chiamato "Age of Anarchy": Il progetto è attualmente interrotto.

### I Tank
Nel 2013 entra a far parte di una delle formazioni dei Tank in veste di turnista. Dal 2014 ne è un membro ufficiale. Registrerà con loro l'album "Valley of tears", uscito nel 2015.
Dopo che Theart è entrato a far parte degli Skid Row, nel giugno 2017 i Tank annunciano che verrà sostituito da David Readman.

### Altre collaborazioni
Nel 2014 ZP ha partecipato all'album Smite and Ignite, pubblicato dalla Riot Games per promuovere il bundle Pentakill, come cantante nei brani Deathfire Grasp e Last Whisper.

### L'ingresso negli Skid Row
Dopo circa un anno di prove e concerti iniziati nel 2016, ZP Theart è entrato ufficialmente negli Skid Row. L'annuncio viene dato dal bassista della band Rachel Bolan durante l'esibizione live tenuta dalla band in Nova Scotia (Canada) il 14 gennaio 2017.
Nel 24 Marzo 2022 gli Skid Row, proprio presentando il nuovo singolo "The gang is all here",dopo che per anni si era pensato che ci fosse ZP al microfono, a sorpresa dichiarano che in realtà la voce del nuovo album è di Erik Grönwall, e annunciano improvvisamente lo split con ZP.